# Niederländisch-Timor
Niederländisch-Timor (niederländisch Nederlands-Timor) war von Mitte des 17. Jahrhunderts bis 1950 eine niederländische Kolonie im westlichen Teil der Insel Timor, einer der Kleinen Sundainseln. Es ist nun Teil der indonesischen Provinz Nusa Tenggara Timur. Der Hauptort Niederländisch-Timors war Kupang.

## Geschichte
Die Kolonie umfasste neben dem westlichen Timor auch einige andere Inseln, darunter:
- Roti
- Sawu
- Sumba
- Solor
- der östliche Teil von Flores
- Kisar (von 1912 bis 1926)

Portugiesische Entdeckungsreisende besuchten die Insel Timor erstmals Anfang des 16. Jahrhunderts und fanden mehrere kleine Reiche vor. Das bedeutendste war Wehale in Zentraltimor. 1556 gründeten die Portugiesen ihren ersten Stützpunkt auf Timor. 1586 wurden große Teile Timors zur Kolonie Portugiesisch-Timor erklärt.
Ab 1613 bedrängte die niederländische VOC die Portugiesen auf Timor, gab aber zeitweise ihre Stützpunkte auf. Erst 1640 wurde von den Niederländern in Kupang eine Festung und errichtete eine Kolonie unter Leitung eines VOC-Oberhauptes errichtet. Die Einflusssphäre blieb aber auf die fünf kleinen Herrschern in der Umgebung von Kupang beschränkt, den „fünf loyalen Alliierten“ in Sonbai Kecil, Kupang-Helong, Amabi (1665), Amfo'an (1683) und Taebenu (1688), während Portugal 1642 Wehale und damit faktisch West- und Zentraltimor unterwarf. Erst in der Schlacht von Penfui 1749 wurde die Vormacht der Portugiesen und der mit ihnen verbündeten Topasse durch die Niederländer gebrochen.
Auf Betreiben des VOC-Diplomaten Johannes Andreas Paravicini schlossen 48 Herrscher Solors, Rotis, Sawus, Sumbas und einem Großteil Westtimors 1756 Bündnisse mit der Niederländischen Ostindien-Kompanie. Dies war der Beginn der niederländischen Herrschaft im heute indonesischen Westtimor. Unter den Unterzeichnern war auch ein gewisser Jacinto Correa (Hiacijinto Corea), König von Wewiku-Wehale und Großfürst von Belu, der auch im Namen von 27 ihm traditionell unterstehenden Reiche im Zentrum Timors den dubiosen Vertrag von Paravicini unterschrieb. Zum Glück für die Portugiesen war Wehale nicht mehr mächtig genug, alle lokalen Herrscher auf die Seite der Niederländer zu ziehen. So blieben 16 der 27 ehemaligen Vasallen Wehales im Osten unter der Flagge Portugals, während Wehale selbst unter niederländische Herrschaft fiel. Auch in einigen Exklaven im Nordwesten konnte Portugal sich halten. Nach dem Zerfall der VOC 1799 wurde Niederländisch-Timor eine Kolonie des niederländischen Staates (damals Batavische Republik). Während der folgenden napoleonischen Kriege wurde es durch die Briten besetzt.

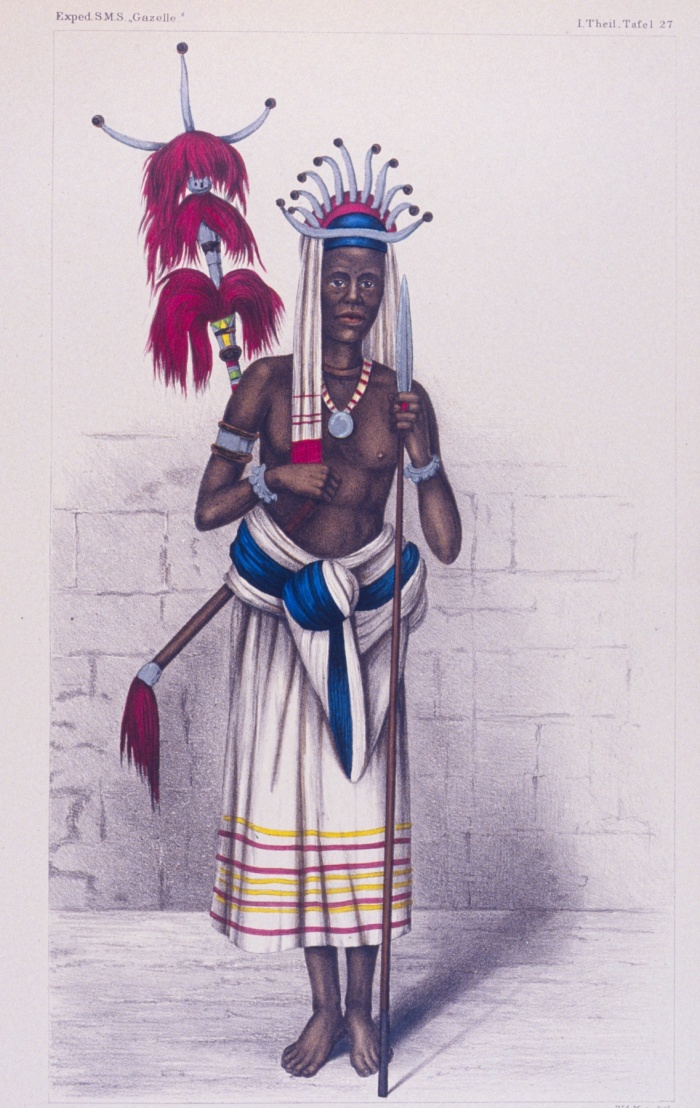
Krieger in der Nähe Kupangs, Abbildung gefertigt während einer deutschen Expedition 1875

1816 stellte die niederländische Regierung ihre Staatsgewalt wieder her und übergab die Inseln 1818 in die Verwaltung der Molukken. 1819 wurde Timor eine selbständige niederländische Kolonie, die von einem Resident verwaltet wurde und in fünf Verwaltungsbezirke eingeteilt war: Timor, Roti, Sawu, Larantuka (Ostflores) und Sumba.
1905 hatte Niederländisch-Timor ungefähr 380.500 Einwohner. Die Hauptstadt Kupang hatte circa 8000 Einwohner, darunter 145 Europäer, 594 Chinesen und 43 Araber.
Die Grenze zwischen dem portugiesischen und dem niederländischen Teil der Insel (Portugiesisch-Timor) wurde 1859 durch den Vertrag von Lissabon bestimmt, dem 1893 ein weiterer Vertrag folgte. Die endgültige Festlegung erfolgte jedoch erst 1916.
Während des Zweiten Weltkrieges, fielen am 12. Dezember 1942 die Japaner auf Timor ein, schlugen die 600 niederländischen Garnisonstruppen und eine 1400 australische Soldaten umfassende Kommandoeinheit und eroberten sowohl West- als Osttimor (siehe Schlacht um Timor). Am 14. August 1945 wurde die Insel befreit, und drei Tage später erklärte Indonesien seine Unabhängigkeit. Die Niederländer kamen zurück, stießen aber auf heftigen indonesischen Widerstand. 1950 wurde Niederländisch-Timor Teil Indonesiens als Indonesisch-Timor. Der Name Westtimor (Timor Barat) kam 1975 in Gebrauch, als Indonesien das bis dahin noch portugiesische Osttimor annektierte.

## Trivia
William Bligh, Kapitän der HMAV Bounty, erreichte Niederländisch-Timor am 14. Juni 1789. Nach der Meuterei auf der Bounty war er in ein Rettungsboot über Bord gesetzt worden und erreichte nach 48 Tagen und 6700 Kilometern Kupang.
Mary Bryant, eine britische Strafgefangene, die 1791 aus der Sträflingskolonie Australien entwischte, erreichte Kupang nach ihrer berühmten Schiffsreise von 66 Tagen und 5000 Kilometern mit ihren Kindern und acht weiteren Gefangenen. Als die niederländischen Behörden feststellten, dass es sich um entlaufene Gefangene handelte, wurden sie nach Großbritannien zurückgeschickt.
Im April 1931 stürzte der erste Imperial-Airways-Postflug zwischen London und Sydney nahe Kupang ab. Die Post wurde gerettet und mit einem anderen Flugzeug weiter befördert, dass die Post noch am 29. April in Sydney ablieferte.